# Carola Salvatella
Carola Salvatella Panés, née le 8 juillet 1994, est une joueuse espagnole de hockey sur gazon. Elle évolue au poste d'attaquante au Club Egara et avec l'équipe nationale espagnole.

## Biographie
Carola est la sœur de Cristina Salvatella, également internationale espagnole.

## Carrière
Elle a concouru avec l'équipe nationale pour les Jeux olympiques d'été de 2016 à Rio de Janeiro.

## Palmarès
- : 3e à la Coupe du monde 2018.